# 奇米科斯
51°8′4″N 24°6′31″E / 51.13444°N 24.10861°E
奇米科斯（烏克蘭語：Чмикос），是烏克蘭的村落，位於該國西部沃倫州，由科韋利區負責管轄，處於涅列特瓦河畔，面積1.15平方公里，海拔高度183米，2001年人口325。